# Allil-alkohol
Az allil-alkohol (prop-2-én-1-ol) szerves vegyület, szerkezeti képlete CH2=CHCH2OH. Számos más alkoholhoz hasonlóan vízben oldódó, színtelen folyadék. Az átlagos rövid szénláncú alkoholoknál erősebben mérgező. A glicerin gyártásának alapanyagaként használják, de számos más speciális vegyület, például lángálló anyagok, száradó olajok és lágyítószerek előállításához is alkalmazzák.

## Előállítása
Előállítása több módszerrel is történhet. Elsőként 1856-ban allil-jodid hidrolízisével nyerte Auguste Cahours és August Hofmann. Ma ipari léptékben allil-klorid hidrolízisével gyártja az Olin és a Shell:
CH2=CHCH2Cl + NaOH → CH2=CHCH2OH + NaCl
Propilén-oxid átrendeződési reakciójával is elő lehet állítani, a reakciót nagy hőmérsékleten az Alumínium-kálium-szulfát katalizálja. Ennek a módszernek az allil-kloridból történő előállításhoz képest előnye, hogy nem keletkezik közben só. Szintén kloridmentes eljárás a propilén allil-acetáttá történő „acetoxilezése”:
CH2=CHCH3  +  1/2 O2  +  CH3COOH   →   CH2=CHCH2OCOCH3  +  H2O
Az acetát észter hidrolízisével nyerhető az allil-alkohol. Alternatív eljárásként a propilén akroleinné oxidálható, melynek hidrogénezésével kapjuk az alkoholt.

### További eljárások
Elméletileg a propanol dehidrogénezésével is előállítható. Laboratóriumban glicerin és oxálsav vagy hangyasav reakciójával történő szintézise is megvalósítható. Allil-alkoholokat általában allilvegyületek szelén-dioxiddal végzett allil helyzetű oxidációjával is elő lehet állítani.

## Felhasználása
Főként glicidol gyártásához használják fel, mely a glicerin, valamint a glicidil-éterek, -észterek és -aminok előállításának köztiterméke. Polimerizálható észtereket, például diallil-ftalátot is készítenek allil-alkoholból.

## Toxicitása
A hasonló alkoholoknál erősebben mérgező, küszöbértéke 2 ppm. Könnyfakasztó hatású.

## Fordítás
- Ez a szócikk részben vagy egészben  az   Allyl alcohol című angol Wikipédia-szócikk ezen változatának fordításán alapul.  Az eredeti cikk szerkesztőit annak laptörténete sorolja fel. Ez a jelzés csupán a megfogalmazás eredetét és a szerzői jogokat jelzi, nem szolgál a cikkben szereplő információk forrásmegjelöléseként.